# مار براق سرسرخ
مار براق سرسرخ (نام علمی: Bungarus flaviceps) نام یک گونه از سرده مارهای براق است.